# عزالدوله بختیار
بختیار دیلمی (فرمانروایی از ۳۵۶ ه‍.ق/ ۹۶۷ م تا ۳۶۷ ه‍.ق / ۹۷۸ م) ملقب به عزالدوله و مُکَنّیٰ به ابومنصور، فرزند معزالدوله دیلمی از فرمانروایان آل بویه عراق بوده‌است. در ۳۳۱ یا ۳۳۲ ه‍.ق در اهواز متولد شد. در ۳۵۶ ه‍. ق، از خلیفه المطیع لله لقب عزالدوله گرفت و در همان سال جانشین پدرش شد و تا سال ۳۶۷ ه‍. ق، بر بیشتر قلمرو پدرش —بجز عمان و کرمان که عضدالدوله دیلمی تصرف کرده بود— حکومت کرد. نواحی حکمرانی او شامل آذربایجان، جزیره، میانرودان و خوزستان بوده‌است. دوران حکومت او بیشتر یا صرف کشمکش با همسایگان شامل حمدانیان موصل و حلب، فاطمیان دمشق و شام، بیزانس در شمال و عضدالدوله در شرق شد، یا شاهد درگیری قومی - مذهبی در داخل، که شامل ترکان سنی و دیلمیان شیعی بود. از مشکلات اصلی عزالدوله می‌توان به ضعف اقتصادی و تهی بودن خزانه اشاره کرد که سبب‌ساز همیشگی شورش سپاهیان می‌شد. عزالدوله از نظر جسمانی قدرتی عجیب داشت ولی سیاستمدار با درایتی نبود. به شکار و بزم بسیار علاقه داشت، در عین حال، به علم و علما و برگزاری مجالس علمی نیز علاقه‌مند بود، به طوری که در زمان وکالت ابن بقیه، سالانه ده هزار درهم به او می‌داد تا نویسندگان را یاری دهد و کتاب تهیه کند.

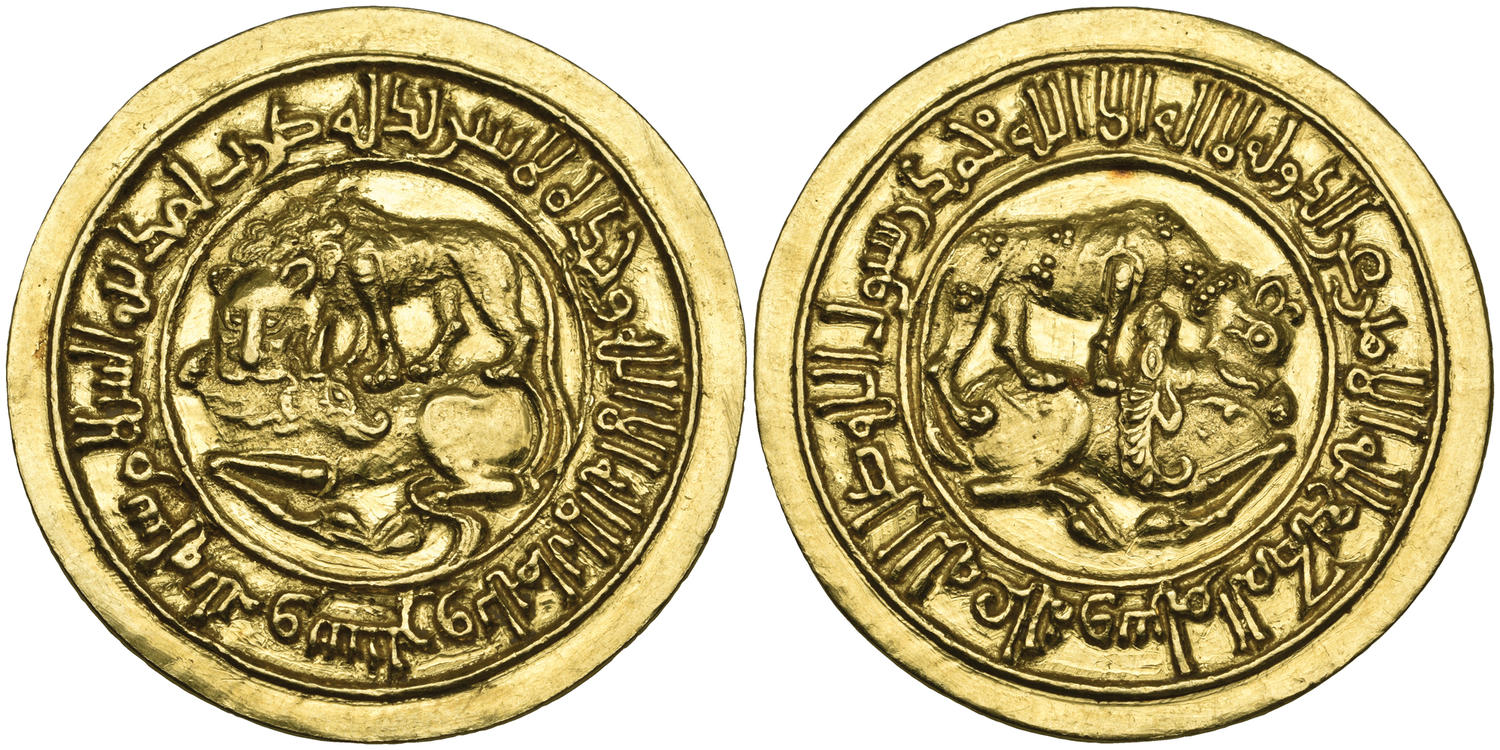
مدال پنج دیناری عزالدوله بوزن ۲۰/۵۴ گرم؛ ضرب مدینة السلام (بغداد) بسال ۳۶۳ هـ.ق.

## حکومت
معزالدوله، پدر عزالدوله، هنگام مرگ، وصیت کرد که لقب امیرالامرایی بغداد را به بختیار دهند و از عزالدوله خواست تا از عمویش رکن الدوله، که بزرگ خاندان بویه بود، و پسر عمویش، عضدالدوله، اطاعت کند و با ترکان سپاه، خصوصاً فرمانده آنان، سبکتکینِ، مدارا نماید. به گفته ابن مسکویه، پس از درگذشتن معزالدوله، سه روز باران شدیدی بارید، به طوری که رفت‌وآمد دشوار شد و دولتمردان و درباریان نتوانستند خارج شوند و همین امر به بختیار امکان داد که، بدون درگیری، بر تخت نشیند.
لقب امیرالامرا به‌خودی‌خود نشان از هیچ برتری نداشت و امتیازی محسوب نمی‌شد، کما اینکه خلیفه این عنوان را به ضعیف‌ترین و جوانترین برادر آل‌بویه داده بود، اما هنگامی که جاه‌طلبی قویترین امیران آل‌بویه برای یکپارچه کردن کل سرزمین تحت فرمان بویه‌ها را در نظر بگیریم، این لقب محملی برای برتری‌جویی سیاسی محسوب می‌شد. در مورد عضدالدوله، که امیری قدرتمند بود، نمود این داستان به صورت ادعای دروغین عضدالدوله درآمد که خلیفه پدرش رکن‌الدوله را امیرالامرا نموده‌است؛ در صورتی که عزالدوله این لقب را داشت.
اخشیدیان مصر وآل بویه (شیعه‌های) عراق، همیشه بر سر حکومت بر مکه جنگ داشتند؛ به نحوی که یک بار در ۳۴۳ ه‍.ق و دیگربار در ۳۵۶، در حج، امیرحاجیان بویه‌ها، حاجیان مصری را غارت کرد و امیر ایشان را به قتل رساند. در آن تاریخ به نام بختیار در مکّه خطبه خوانده شد و امیری حج بر عهده ابواحمد موسوی پدر شریف رضی و علم الهدی گذاشته شد و برخلافت المطیع للّه نیز تأکید شد.
در ۳۵۶ ه‍. ق، وشمگیر به خراسان حمله کرد و رکن الدوله از بختیار کمک خواست. عزالدوله سبکتکین را مأمور کمک نمود. بدنبال سرپیچی سبکتکین، بختیار ناچار بَختَکین آزادرویه، یکی از غلامان پدرش را به کمک عمویش فرستاد که البته با مرگ وشمگیر قضیه منتفی شد. در همین زمان، کارگزاران عضدالدوله برای خرید سالانه سپاه به بغداد آمده بودند؛ اما بختیار مانع کار آنان شد و زمینه اختلاف با پسر عمویش را فراهم آورد.
مشکل اقتصادی عزالدوله به او امکان پرداخت حقوق سپاهیان را نمی‌داد. در نتیجه ترکان و دیلمیان سپاه هردو بر او فشار می‌آوردند. کاتب دربار تقبل کرد که مخارج سپاه را با دریافت خراج از اهل ذمه و گرفتن اموال و املاک مردم حل کند که به پاداش این کار به وزارت رسید. اما عزالدوله در ۳۵۸ او را عزل و اموال و املاکش را ضبط نمود، و کاتب دیگر دربار را به جای او برگماشت؛ لیکن پس از مدتی، باردیگر او را به وزارت آورد.
در سال ۳۵۷، حبشی برادر عزالدوله که به تحریک اطرافیانش از فرستادن خراج بصره به بغداد سرباز می‌زد، سر به شورش برداشت و وزیر مأمور به دفع او شد. ابوالفضل عباس وزیر با حیله حبشی را در جنگ شکست داد و او و تمامی افراد خانواده و نزدیکانش را دستگیر و اموال بسیاری از آنان را مصادره کرد. حبشی مدتی در قلعه مهدی، و سپس اهواز و رامهرمز دربند بود؛ اما سرانجام با درخواست رکن الدوله، از زندان آزاد شد و نزد عمو و سپس پسر عمویش عضدالدوله رفت. بختیار نیز پسر هشت ساله خود مرزبان را به جای برادر، امیر بصره کرد.
در همین سال ۳۵۷، محمد فرزند مستکفی در بغداد ادعای مهدویت کرد. او که پیش از این نزد کافور اخشیدی در مصر، کارش بالا گرفته بود، به بغداد رفت و بین علویان و اهل سنت طرفدارانی جمع کرد. سبکتکینِ  ابتدا طرفدار او شد اما هنگامی که فهمید پسر مستکفی است، از طرفداری او منصرف شد. سرانجام عزالدوله او را دستگیر کرده نزد خلیفه فرستاد، و خلیفه او را مجازات نمود.
برآمدن فاطمیان درمصر برای عزالدوله بختیار مشکل‌های جدیدی فراهم نمود. همین باعث شد تا حسین (یا حسن) بن احمدبن ابوسعید جنابی قرمطی با کمک مالی بختیار و تحریک خلیفه در ۳۵۸ روی به دمشق نهد و بر آن شهر که در دست جعفربن فلاح، از فرماندهان خلیفه فاطمی، بود مسلط شود.
در زمان عزالدوله، عمران بن شاهین که بر اثر ارتکاب جنایتی در زمان معزالدوله، به باتلاقهای اطراف واسط و بصره پناه برده بود، دوباره سر به شورش برداشت. عزالدوله در ۳۶۰، ناگزیر شد که برای جنگ با وی به نعمانیه برود؛ اما در این جنگ شکست خورد و تقاضای صلح کرد.
برای رفع اختلاف میان ترکان و دیلمیان، عزالدوله در ۳۶۰ دختر بختکین را به ازدواج پسر خود مرزبان و دختر بَکتجور، غلام معزالدوله، را به عقد پسر دیگر خود سالار درآورد و همه سپاه برای حفظ دوستی سبکتکین و بختیار سوگند خوردند، لیکن این کار ثمری نداشت.

## تهاجم بیزانس

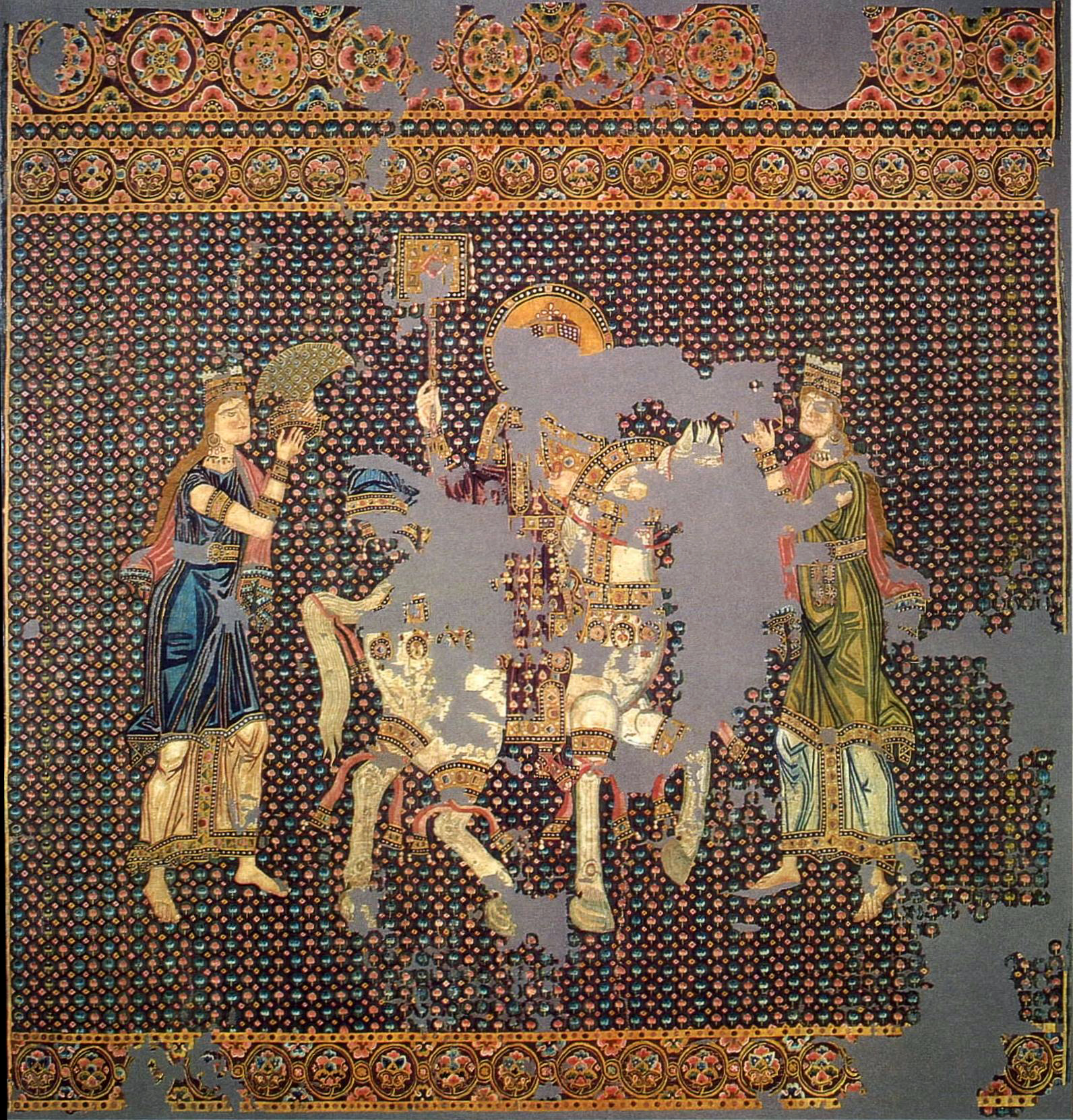
تصویر دمیس تیکس، امپراتور بیزانس هنگام بازگشت از جنگ. پارچه نقشدار ابریشم بیزانسی.

در ۳۶۱ه‍.ق (۹۷۲ م)، دمیس‌تیکس با سپاه روم شرقی به جزیره ومیانرودان حمله کرد. جمعی از مسلمانان کشته و اموالشان غارت شد. مردم ربیعه و دیاربکر از خلیفه و عزالدوله که در کوفه بود، یاری خواستند. بختیار وعده جنگ با رومیان را داد و فرمان جنگ صادر کرد. عده زیادی از غازیان در بغداد جمع شدندو به روم حمله بردند و بسیاری از رومیان را اسیر کردند و جمع زیادی از بطریقان (پاتریسین‌ها) را کشتند و سرهایشان را برای مسلمانان آوردند. بختیار به بهانه جنگ با رومیان، چهارصدهزار درهم از خلیفه گرفت و مسئله جهاد را فراموش کرد، در صورتی که خلیفه برای تأمین این پول، اسباب خانه و لباس خود را فروخته بود.
وجود غازیان پرشور در بغداد، شامل سنّیان و شیعیان و جوانان و عیاران، سبب شد تا مردان مسلح بسیاری در بغداد پراکنده شوند و در سال ۳۶۱ اغتشاش به وجود آید. در این سال، عیاران محله‌ها را غارت و به خانه‌ها حمله می‌کردند. محلة کَرْخ که شیعه‌نشین و کانون بازرگانی بود، گرفتار هجوم شد؛ ترکان به هتک ناموس مردم پرداختند و خمار، رئیس پلیس عزالدوله در بغداد، را به بهانه‌ای به قتل رساندند. بختیار برای جلوگیری از گسترش شورش، از خون صاحب شرطه خود گذشت و برای رفع فتنه ترکان از سبکتکین کمک خواست و یکی از حاجبان سبکتکین را صاحب شرطه بغداد کرد.
در شعبان ۳۶۲، زندانبان زندان کرخ مردی عامی از اهل سنت را به قتل رساند. مردم و ترکان شوریدند و زندانبان را کشتند و جسدش را سوزاندند و زندانیان را آزاد ساختند. ابوالفضل عباس (وزیر) که سنی متعصبی بود، حاجب خود، صافی، را که او نیز سنی‌ای متعصب بود، برای کشتار عامه به کرخ فرستاد. صافی کرخ را به آتش کشید، که در آن هفده هزار تن کشته شدند و سیصد دکان و ۳۳ مسجد و بسیاری از اموال مردم در آتش سوخت. در ۳۶۲، ابوالفضل عباس، که در آتش‌سوزی کرخ مؤثر بود، از وزارت عزل شد و پس از او ابن بَقیّه، که آشپز عزالدوله بود، به وزارت رسید و دستور داد تا ابوالفضل عباس را حبس و اموالش را مصادره کنند.

## اختلاف با ترکان سپاه
سپاهیان دیلمی از یکسو و ترکان سپاه که از سوی دیگر بر عزالدوله برای تأمین هزینه سپاه فشار می‌آوردند؛ اما خزانه خالی و درآمد ناکافی حکومت، کفاف هزینه‌های روزافزون سپاه را نمی‌کرد. در ۳۶۳، سپاهیان شورش کردند. عزالدوله اجباراً برای تأمین هزینه سپاهیان، به موصل که اباتَغْلِب حَمْدانی در آن حکومت می‌کرد حمله نمود. پس از مرگ معزالدوله، اباتغلب قصد داشت به دلیل ناتوانی مالی و ضعف سیاسی بختیار، بغداد را تصرف کند. در ۳۶۲ امیر حمدانی سعی نمود که با نیرنگ سبکتکین را به دستگیری خلیفه و عزالوله برانگیزد، لیکن با وساطت وزیر بین عزالدوله و سبکتکین صلح شد و بختیار شرایط سبکتکین را پذیرفت.

ناحیه جزیره در میانرودان، نمایش مناطق سه قبیله بکر، ربیعه و مضر. بیشتر این مناطق تحت تسلط دولت حمدانی موصل بوده‌است.

عزالدوله از هجومش به موصل، در ۳۶۳، نتیجه‌ای نگرفت و این بار برای به دست آوردن پول، به اهواز که مقر املاک ترکان و خصوصاً سبکتکین بود، روی آورد و سبکتکین را در بغداد نهاد. حاکم اهواز، بختکین آزادرویه، با عزالدوله به شایستگی رفتار نمود و دو بار مالیات سالانه را پیشکش کرد، اما بین لشکریان دیلمی و ترک جنگ درگرفت. سران دیلمی از عزالدوله خواستند که ترکان را زندانی کند و در اهواز خون ترکان مباح اعلام شد. عزالدوله قبل از حرکت به سوی اهواز، از اطرافیان خود خواسته بود که شایعه مرگش را در بغداد پخش کنند و هنگامی که سبکتکین برای تسلیت آمد، او رادستگیر نمایند. سبکتکین در این دام نیفتادو آشکار شدن این نیرنگ ترکان را شوراند. به حدی که کاخ عزالدوله را محاصره نمودند و به آتش کشیدند. اهل سنت، به طرفداری از ترکان، به محله شیعه‌نشین کرخ حمله کردند و باردیگر آنجا را به آتش کشیدند. سرانجام عزالدوله زندانیان ترک را آزاد و آزادرویه را به جای سبکتکین سپه سالار کرد. چون اختیار بغداد از کف عزالدوله خارج شد، رکن الدوله، عضدالدوله و اباتغلب حمدانی را به کمک طلبید. همچنین با فرستادن هدایایی برای عمران بن شاهین، از او نیز یاری خواست لیکن عمران هدایای او را پس فرستاد و درخواست کمک او را رد کرد.
سبکتکین در ۳۶۴ به عزالدوله پیشنهاد کرد که بغداد و واسط سرزمین ترک‌ها باشد و بصره و اهواز متعلق به دیلمیان. بعد از آگاهی دیلمیان از پیشنهاد، دگربار میان آنان و ترکان جنگ به راه افتاد. سبکتکین و ترکان به واسط رفتند و خلیفه الطائع بالله و پدر او المطیع را که در ۳۶۳ از خلافت عزل کرده بودند، با خود به واسط بردند. در گیرودار سفر، المطیع و سبکتکین درگذشتند و البتکین بر ترکان امارت یافت. بختیار از عضدالدوله کمک خواست، اما عضدالدوله که در انتظار نابودی او بود، کمک را به تأخیر می‌انداخت، تا سرانجام به عزالدوله پیغام داد که از واسط خارج شود. ترکان، واسط را محاصره کرده بودند لیکن هنوز حرمت عزالدوله را نگاه می‌داشتند و او را دستگیر نمی کردند.

## عضدالدوله وارد میشود
سرانجام با اصرار عزالدوله، عضدالدوله به سوی واسط حرکت کرد و وزیر رکن الدوله هم که از ری آمده بود به کمک عزالدوله آمد. در نتیجه آلپ‌تکین و ترکان به بغداد بازگشتند و اباتغلب حمدانی که در غیاب ترکان وارد بغداد شده بود، بغداد را تخلیه کرد.
عضدالدوله بدنبال ترکان شورشی به بغداد حمله کرد و ترکان را شکست داد. او که آرزوی حکومت عراق را در سر می‌پرورد و از گذشته نیز با بختیار اختلاف داشت، پنهانی از سران دیلمی سپاه خواست که بر عزالدوله بشورند و حقوق عقب افتاده را بخواهند، در حالی که خزانه خالی بود و از عزالدوله هم خواست تا برای تهدید سران سپاه، بظاهر از کار کناره‌گیری کند. بختیار خواسته او را پذیرفت و عضدالدوله با این ترفند بختیار و خانواده اش را دستگیر و زندانی کرد. سپس از ترکان استرداد خلیفه الطائع بالله را خواست و او را به بغداد بازگرداند و به او اکرام فراوان نمود، سپس با عمران بن شاهین و اباتغلب صلح کرد.
مرزبان پسر عزالدوله، حاکم بصره، ماجرای دستگیری پدرش را با رکن الدوله در میان نهاد. در همین زمان، عضدالدوله نیز ابوالفتح عمید (وزیر رکن الدوله) را نزد پدر فرستاد تا با وعده سی میلیون دینار خراج سالانه، امارت او را بر عراق بپذیرد و قبول کند که عزالدوله و خانواده اش به ری نزد او بروند.
رکن الدوله از دستگیری عزالدوله بسیار ناراحت شد و برفرزند خشم گرفت و دستور داد که به شیراز بازگردد. ابن بقیه در واسط از فرمان عضدالدوله سرپیچی نمود و عمران بن شاهین نیز با او همداستان شد. عضدالدوله برای سرکوب آنان لشکری فرستاد که پیروز نشد. مردم چون از شکست لشکر عضدالدوله آگاهی یافتند، شورش نمودند. در فارس، چون مردم شنیدند که پدر بر او خشم گرفته، جلوی ارسال اموال وی را بستند؛ و مردم بغداد نیز بر شوریدند. عضدالدوله به ناچار عزالدوله را از بند رها کرد و به فارس بازگشت و عزالدوله را، به نیابت از خود در عراق برگماشت. با خروج عضدالدوله از عراق، ابن عمید وزیر رکن الدوله، که در عراق مانده بود، به وزارت بختیار منصوب شد. عزالدوله با فخرالدوله، ابن بقیه، حکمران کرد حسنویه برزیکانی، اباتغلب حمدانی، معین الدین، و عمران بن شاهین ضد عضدالدوله همدست شد و نام او را از خطبه برانداخت و در بغداد بدگویی از او را رواج داد. ابن عمید وزیر هم به این اختلاف دامن می‌زد. خلیفه، دختر عزالدوله را به عقد خود درآورد و صاحب شرطه سبکتکین، که در آتش‌سوزی کرخ دست داشت، مجازات شد.
با مرگ رکن‌الدوله در۱۸ محرم ۳۶۶–۱۶ سپتامبر ۹۷۶ - تمام تلاش‌های عزالدوله ضد پسرعمویش عضدالدوله بی‌اثر شد زیرا عضدالدوله دیگر نگرانی از مخالف پدرش نداشت و می‌توانست با عزالدوله روبرو شود. در ۱۱ ذیقعده ۳۶۶ - اول ژوئیه ۹۷۷ - عضدالدوله در اهواز به راحتی عزالدوله را شکست داد. حتی با وجود این شکست، باز عضدالدوله به عزالدوله اجازه داد که به سوریه برود و در آنجا برای خودش امارتی تأسیس کند، اما عزالدوله بر پیمان خود با پسرعمویش پایدار نماند و به تحریک اباتغلب حمدانی، باردیگر همراه با حمدانی‌ها به نبرد عضدالدوله نزدیک سامرا رفت که شکست خوردند(۱۸ شوال ۳۶۷–۲۹ می ۹۷۸) و عزالدوله به دستور عضدالدوله اعدام شد.

## میراث
عزالدوله بختیار آل بویه فرمانروایی خوزستان و عراق  بود عزالدوله بختیار با یکی از دختران فرماندهان ترک در خدمت آل بویه به اسم سبکتکین ازدواج کرده که ربطی به سبکتکین غزنوی ندارد[۶]
براساس از گفته‌ها مردم بختیاری از نوادگان عزالدوله بختیار هستند؛ زیرا پیش از آن نامی از بختیاری وجود ندارد. گروهی از نوادگان عزالدوله بختیار در زمان حکومت آل بویه در منطقه امروزی بختیاری‌ها ساکن شدند وعلی قلی بختیاری، در کتاب خود موسوم به تاریخ بختیاری می‌نویسد:[۲]
بعد از تتبع از کتب تاریخ، این ایل جلیل نسبشان به ملوک بویه که ساسانیالاصلند، می‌رسد و سرسلسله ایشان، عزالدوله بختیار است؛ زیرا قبل از عزالدوله بختیار نامی در کتب نیست. ممکن است در قدرت و سلطنت آل بویه جماعتی از کسان ایشان که در ایران پراکنده شده‌اند، شعبه‌ای از ایشان به اسم بختیار معروف شده باشند.[۲]

## جستار های وابسته
- عضدالدوله دیلمی
- آل‌بویه

## یادداشت ها
1. ↑  فراس الطیب (۲۰۰۵). «البویهیون/بنو بویه/آل بویه/الدیلمیون فی بغداد» (به عربی). دریافت‌شده در ۵ مهر ۱۳۹۲.
2. 1 2 3 4 5 6 7 8 9 10 11 12 13 14  منیژه ربیعی. http://www.encyclopaediaislamica.com/madkhal2.php?sid=653 پیوند |پیوند مقاله= عنوان ندارد (کمک). دانشنامه جهان اسلام. مرکز دائرةالمعارف بزرگ اسلامی. دریافت‌شده در ۵ مهر ۱۳۹۲.
3. ↑  مریم ارجح. «حسن‌بن استاذ هرمز». دانشنامه جهان اسلام. مرکز دائرةالمعارف بزرگ اسلامی. دریافت‌شده در ۹ مهر ۱۳۹۲.
4. ↑  ابن اثیر. الکامل فی التاریخ.، نسخه بر خط:جلد : 9  صفحه : 142
5. ↑  مسکویه، احمدبن محمد (۱۳۳۳). تجارب الامم جلد دوم. آمد روز مصر.
6. 1 2  Tilman Nagel (2013). "BUYIDS". [[دانشنامه ایرانیکا|Encyclopædia Iranica]] (به انگلیسی). online edition. Retrieved 17 September 2013. {{cite encyclopedia}}: URL–wikilink conflict (help)
7. 1 2 3  Ch. Bürgel and R. Mottahedeh (2013). "ʿAŻOD-AL-DAWLA, ABŪ ŠOJĀʾ FANNĀ ḴOSROW". [[دانشنامه ایرانیکا|Encyclopædia Iranica]] (به انگلیسی). online edition. Retrieved 24 September 2013. {{cite encyclopedia}}: URL–wikilink conflict (help)

1. ↑  ابوالفضل شیرازی، عباس بن حسین بن عبدبن فاخر (۳۰۳–۳۶۲ق/۹۱۵–۹۷۳م)
2. ↑  ابوالفرج محمد بن عباس بن فسانجس
3. ↑  John I Tzimiskes
4. ↑  قسمت شمالی میانرودان، به سه بخش تقسیم می‌شد که هر بخش را (دیار) می‌گفتند. سه دیار شمالی میانرودان عبارت بودند از: دیار بکر، دیار ربیعه، و دیار مضر، که در واقع از نام سه قبیله‌ای که قبل از ظهور اسلام و در زمان ساسانیان به آن جا کوچ کرده و تحت فرمانروایی ساسانیان درآمدند گرفته شده‌است. شهر (آمد) که در ساحل رود دجله و در جنوب ترکیه قرار داشت مرکز دیاربکر و محل سکونت بکریان بود. (موصل) که در ساحل رود دجله و در شمال عراق قرار داشت بزرگ‌ترین شهر دیار ربیعه و محل سکونت قبیله ربیعه بود، و محل سکونت مضریان، (رقه) بود که در ساحل رود فرات و در شمال سوریه قرار داشت. جغرافیای تاریخی کوفه، باشگاه اندیشه بایگانی‌شده  در ۲۳ سپتامبر ۲۰۱۵ توسط Wayback Machine
5. ↑  فخرالدوله، یکی از فرزندان رکن‌الدوله است که پدر امیری ناحیه همدان را به او داده بود.

۸.https://fa.m.wikipedia.org/wiki/%D8%AA%D8%A7%D8%B1%DB%8C%D8%AE_%D8%A8%D8%AE%D8%AA%DB%8C%D8%A7%D8%B1%DB%8C
۹.https://en.m.wikipedia.org/wiki/Sabuktakin